# Berovci
Berovci (macedónul: Беровци) település Észak-Macedóniában, a Pelagonijai körzet Prilepi járásában.

## Népesség
| Lakosok száma | 252  | 302  | 352  | 375  | 357  | 355  | 353  | 334  | 365  |
|               | 1948 | 1953 | 1961 | 1971 | 1981 | 1991 | 1994 | 2002 | 2021 |

- 2002-ben 334 lakosa volt, akik közül 333 macedón és 1 egyéb.